# Transstockeur

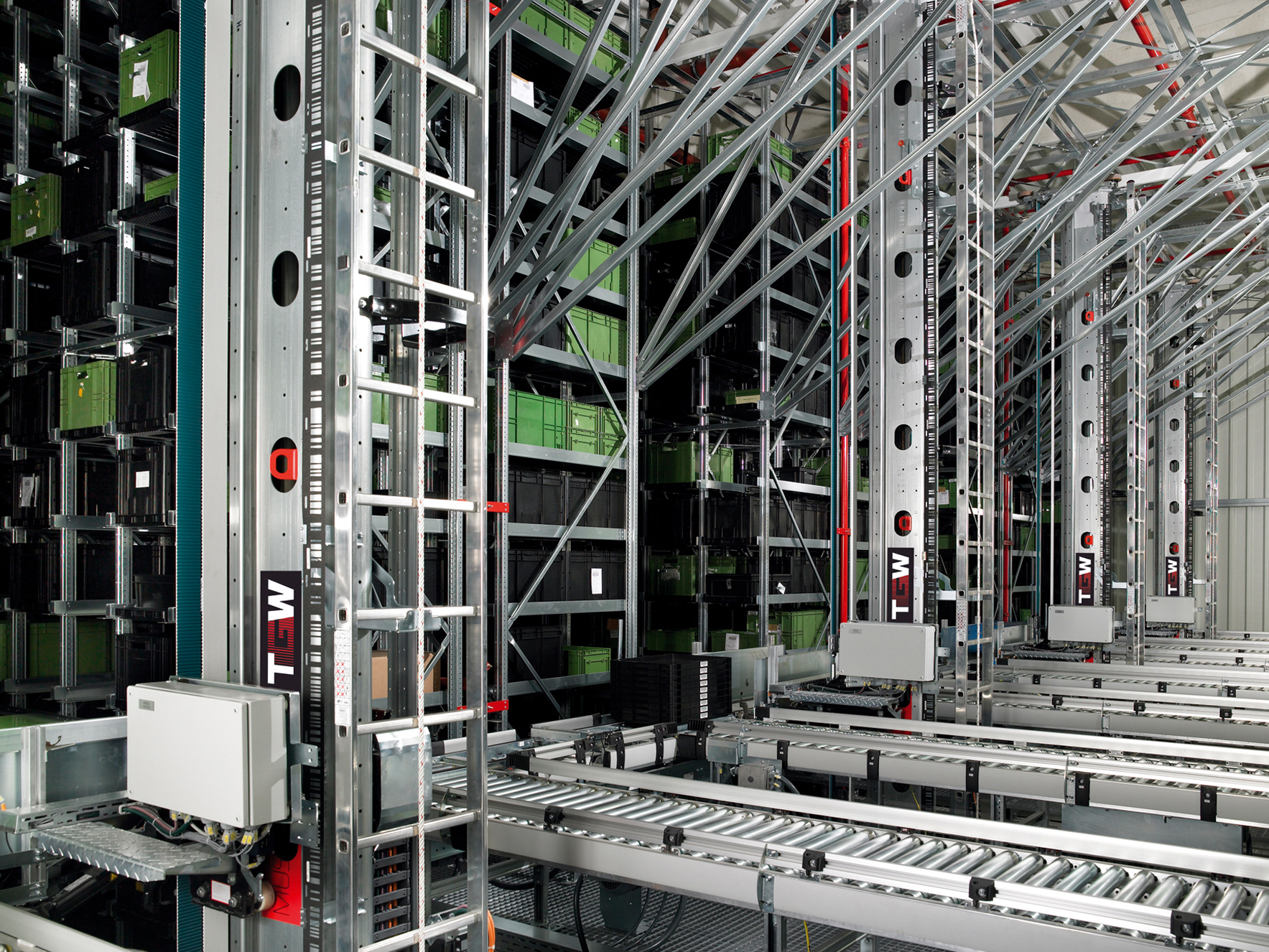
Mini-transstockeur double profondeur pour bacs.

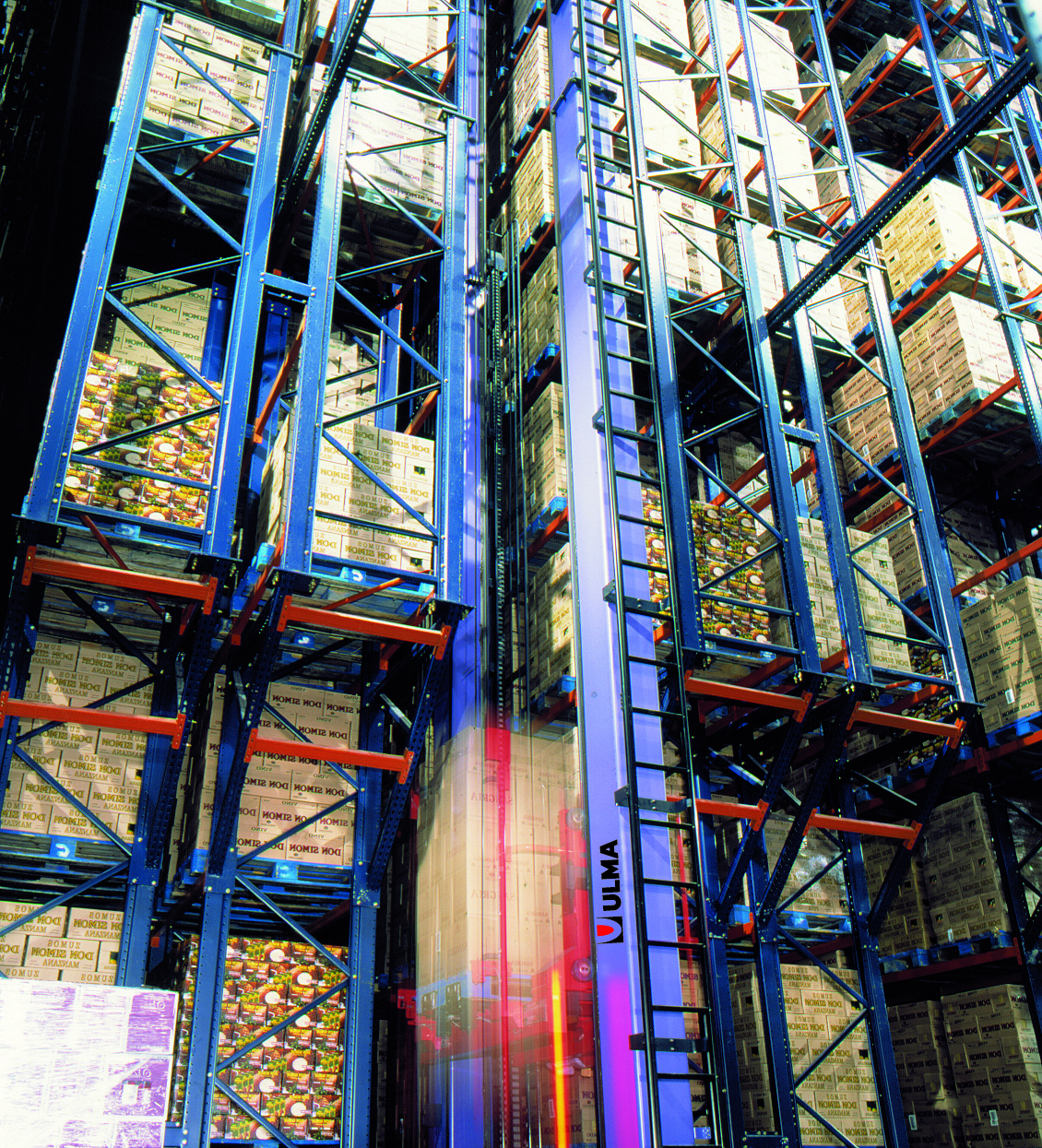
Transstockeur Unit Load - Stockage automatisé

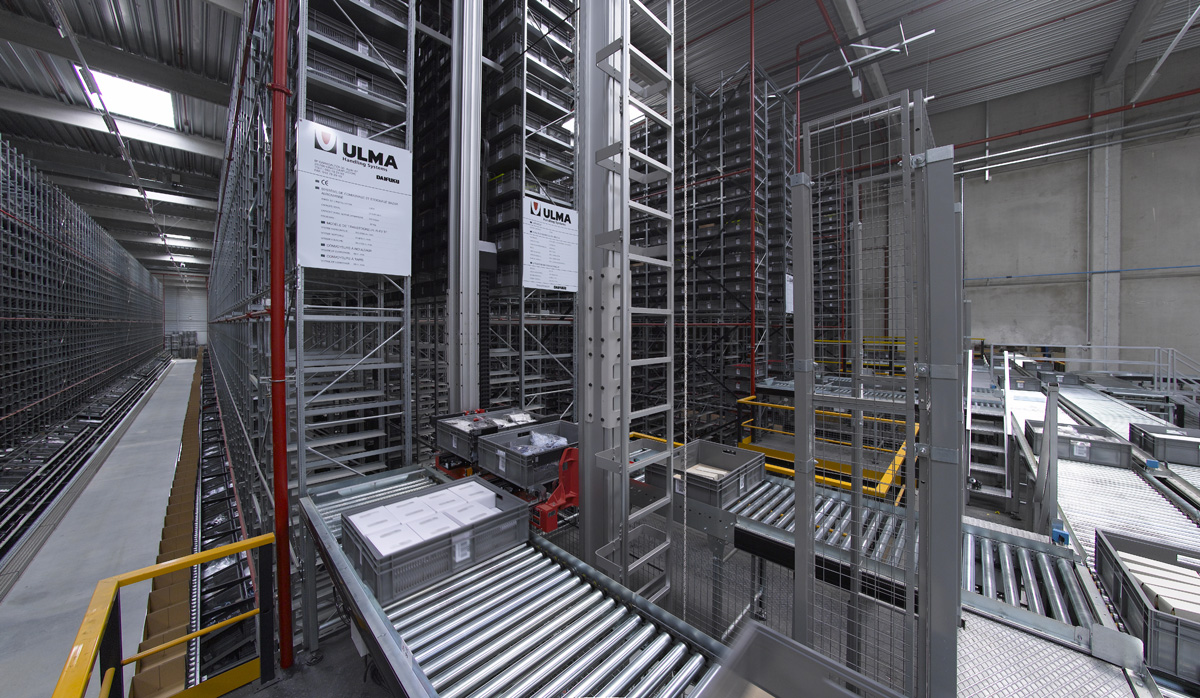
Transstockeur Mini Load - Magasin automatique

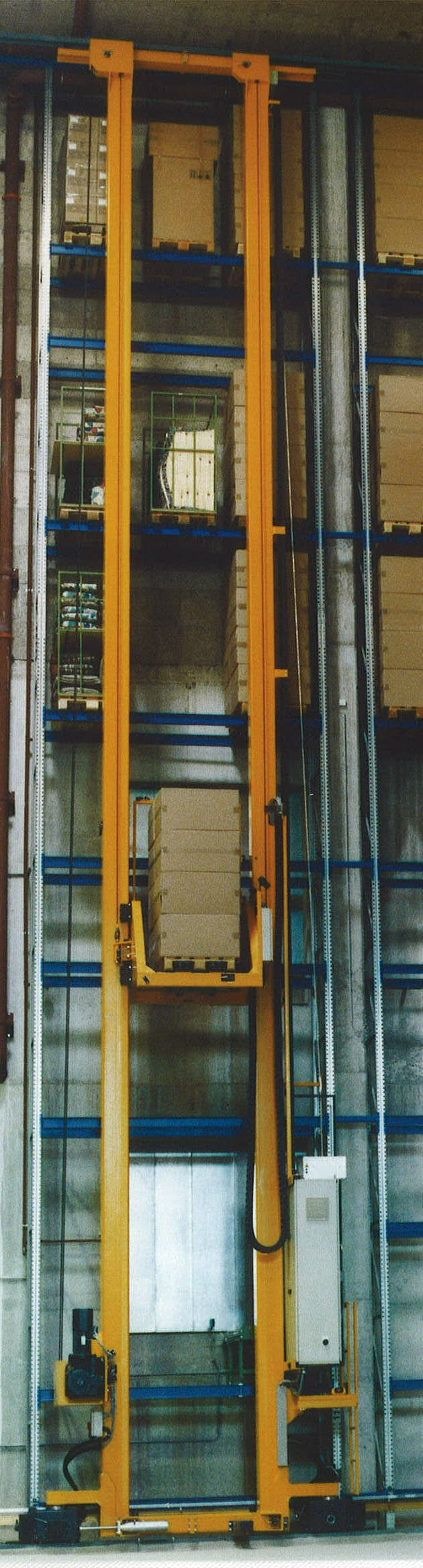
Transstockeur automatisé avec fourche télescopique pour europalettes

Le transstockeur ou transtockeur (en anglais stacker crane (STC) ou storage and retrieval machine - S/R machine) est un dispositif automatisé ou non qui permet de ranger des palettes ou des colis dans un rack, souvent à grande hauteur. Il est appelé familièrement « Girafe » car son mât peut dépasser les 20 mètres de haut.
Les transstockeurs sont des robots créés pour les systèmes de magasins automatiques et peuvent être utilisés avec des palettes, des bacs ou cartons de petites dimensions. Les transstockeurs se déplacent dans les allées du magasin automatique et assurent différentes tâches avec efficacité et rapidité, telles que : entrée, sortie, prise et dépose des produits dans les rayonnages. 
Les transstockeurs apportent efficacité, vitesse et précision dans les déplacements effectués dans les tâches d’entreposage, permettant ainsi d’augmenter la productivité dans les process de stockage et de picking. Les transstockeurs peuvent être adaptés aux caractéristiques de n’importe quel magasin automatique, pouvant même prendre des courbes si l’implantation du magasin l’impose. Il y a différents types de préhenseurs pour l’extraction des charges  en fonction de leurs dimensions, matières, caractéristiques de stockage, etc.
Le robot transstockeur est l’équipement principal d’un magasin automatique. Il assure à la fois les opérations de stockage des produits en rack, ainsi que leurs transports aux points d’entrée et sortie du magasin automatique.
Il existe aussi des transtockeurs pour garer les véhicules dans les grandes villes.

## Description
Le transtockeur se déplace dans une allée et peut stocker des objets de part et d'autre de celle-ci.
Désormais tous les nouveaux appareils sont totalement automatisés et, par sécurité, la présence de l'homme dans son champ de manœuvre est formellement interdite.
Le transtockeur est constitué d'un mât qui se déplace sur un rail le long d'un rayonnage, d'une nacelle qui monte et descend le long du mât et d'un système de préhension qui peut varier selon les modèles (fourche télescopique, pince ou navette).
Ils sont conçus pour des charges allant de 50 kg pour les colis à 1 000 ou 1 500 kg pour les palettes, voire à plusieurs tonnes pour les bobines d'acier. Leur propre poids est d'environ 15 tonnes pour les versions transportant des palettes.
Ils s'avèrent très pratiques pour les entrepôts frigorifiques. Certains modèles pour les colis peuvent atteindre des vitesses de 6 m/s. 

## Type de transstockeur
Il y a différents types de transstockeurs dépendant des caractéristiques du magasin automatique et des charges à manipuler :
- Mini Load: Les transstockeurs Mini Load sont conçus pour le picking et le stockage automatique de charges unitaires. Les charges sont légères et de petites dimensions[2].
- Unit Load: Les transstockeurs Unit Load sont conçus pour manipuler des produits sur palettes et sont donc adaptés à la manipulation des charges lourdes[3].

## Modèles
Il en existe trois principaux modèles.

### Transtockeur simple profondeur
Sur les transtockeurs simple profondeur, la nacelle est munie d'une fourche télescopique (pour les palettes), d'un plateau télescopique pour les boîtes ou cartons ou d'une pince pour les bobines ou rouleaux.
Dans le cas d'une prise de palette, la nacelle se positionne face à la palette, la fourche télescopique sort sous la palette, la nacelle monte de quelques centimètres en soulevant la palette sur la fourche, la fourche télescopique rentre sur la nacelle avec la palette.

### Transtockeur double profondeur
Les transtockeurs double profondeur sont identiques aux modèles simple profondeur mais la fourche télescopique peut se prolonger jusqu'à un deuxième colis ou une seconde palette. La deuxième profondeur d'étagère est légèrement surélevée par rapport à la première (d'environ 20 cm), afin de laisser passer le système de renfort de la fourche.
Leur fonctionnement est identique aux modèles simple profondeur.
Avantage : possibilité de stocker deux fois plus d'éléments que le système à simple profondeur. 
Inconvénients : impossibilité d'accéder directement à une palette ou colis situé derrière un autre.

### Transtockeur canal
Prolongement de la version double profondeur, le transtockeur canal permet de stocker plusieurs (de 1 à 14) objets/palettes dans la profondeur d'un compartiment du rack appelée dans ce cas canal.
Ce modèle dispose d'une navette qui peut se déplacer dans la profondeur du canal et qui est reliée à la nacelle par un câble. Les canaux se remplissent en commençant par le fond (LIFO).
En fonctionnement (prise de palette), le transtockeur se positionne face au canal, la navette sort de la nacelle et rentre dans le canal jusqu'à se positionner sous la première palette, le plateau de la navette se lève et soulève la palette, la navette rentre sur la nacelle avec la palette.
Avantage : possibilité de stocker un grand nombre de palettes dans un minimum de place pour un coût par palette plus faible.
Inconvénients : une plus grande lenteur (obligation de vider un canal pour prendre une palette située derrière) et la nécessité d'avoir un système de gestion pointu.

## Variantes
Il en existe trois à ces modèles.

### Allées multiples
Le transstockeur à allées multiples peut se déplacer dans plusieurs allées grâce à un système de rails courbes et d'aiguillages. Ce type de transtockeur peut être une alternative au système canal.
Avantage : un plus grand nombre d'emplacements peut être desservi par le transtockeur, coût par emplacement plus faible.
Inconvénients : il est plus difficile à mettre en place qu'un transtockeur sur rail droit (une seule allée). Le temps nécessaire pour atteindre une position peut être très long du fait que le transtockeur peut avoir à changer d'allée.

### Places multiples
Le transtockeur à places multiples possède une deuxième fourche qui lui permet d'embarquer sur la nacelle une autre palette.
Avantage : optimisation des déplacements en transportant plusieurs palettes à la fois.
Inconvénients : le transtockeur ne peut pas atteindre toutes les positions avec les deux fourches ; les positions extrêmes ne peuvent être atteintes que par l'une des deux fourches.

### Jumelé
Dans sa version jumelée, plusieurs transtockeurs travaillent dans la même allée ou sur le même système de rails. Cette version est fréquemment utilisée avec les transtockeurs à allées multiples.
Avantage : augmentation considérable de la vitesse de desserte (stockage/destockage).
Inconvénients : risque accru de collisions entre transtockeurs. Pour éviter cela, il est nécessaire que les transtockeurs s'attendent (la zone doit être libérée avant qu'un nouveau transtockeur n'y pénètre). Lorsque deux transtockeurs travaillent sur un même rail, seule une partie des emplacements est accessible à chaque transtockeur.